# Karl Hecht
Karl Hecht (Hannover, 17 de novembro de 1903 – 24 de novembro de 1994) foi um didático da física alemão.
Hecht obteve um doutorado em 1930 na Universidade de Göttingen com a tese Über lichtelektrische Untersuchungen an Alkalihalogenidkristallen. Pesquisou nas universidades de Göttingen e Bonn e foi em 1934 trabalhar na indústria, na firma Leybold GmbH em Colônia, que também produziu instrumentos para o ensino da física. Foi fundador em 1966 do Instituto Leibniz de Educação em Ciência e Matemática da Universidade de Kiel (Institut für Pädagogik der Naturwissenschaften - IPN), do qual foi o primeiro diretor até 1971. Foi também professor em Kiel.
Recebeu o Prêmio Robert Wichard Pohl de 1981.

## Obras
- Beiträge zur naturwissenschaftlich-technischen Fachdidaktik, Beltz, Weinheim 1977